# NGC 1450/2
NGC 1450/2 је галаксија у сазвежђу Еридан која се налази на NGC листи објеката дубоког неба.
Деклинација објекта је - 9° 13' 58" а ректасцензија 3h 45m 36,2s. Привидна величина (магнитуда) објекта NGC 1450 износи 15,0 а фотографска магнитуда 16,0.